# Samuel Rosa
Samuel Rosa de Alvarenga (Belo Horizonte, 15 de julho de 1966), é um cantor, compositor e músico brasileiro.
Ganhou notoriedade como vocalista e guitarrista da banda Skank, no qual foi compositor da maioria das canções, e também estabelecendo parcerias com outros músicos e compositores como Chico Amaral e Nando Reis. As canções escritas por ele têm influencias de artistas como Bob Dylan, The Beatles, Oasis, Blur, Supergrass, além das bandas do rock brasileiro dos anos 1980, como Ira!, Titãs e Os Paralamas do Sucesso.
Após o fim do Skank em 2023, Samuel ingressou em uma carreira solo e anunciou o álbum Rosa, lançado em junho de 2024. Além do seu trabalho principal como artista solo, sua discografia também reúne trilhas-sonoras, um álbum colaborativo com Lô Borges e parcerias com vários artistas de diferentes gêneros, como Ivete Sangalo, Terno Rei, Vitor Kley, Capital Inicial, Daniela Mercury, Cachorro Grande e Gilberto Gil.

## Biografia

### Começo
Samuel Rosa de Alvarenga nasceu em Belo Horizonte, no dia 15 de julho de 1966, filho de uma dona de casa, Susana Rosa de Alvarenga, e de um psicólogo de Itabira, Wolber de Alvarenga, no interior de Minas Gerais. Seu pai sempre teve bom gosto para música. Se por um lado ele não gostava de Jovem Guarda, por outro, Samuel deve muito a ele, por tudo o que escutou em casa, como Beatles, Clube da Esquina, tropicália, Chico Buarque, mas demorou para abrir o seu leque musical. Foi difícil assumir que gostava de Roberto e Erasmo, que são influências fortes do Skank, e na sua casa, só tocavam no rádio da cozinha. Sua vontade de trabalhar com música veio na adolescência lá pelos 14, 15 anos, em uma fase em que estava muito angustiado. A música praticamente salvou sua vida, e o ajudava a manter um nível razoável de auto-estima. Sempre foi um menino quieto, que demorou a crescer e não era bonito. Por tocar, ganhou algum destaque na sala de aula, na roda de amigos, virou popular no colégio. Aos 17 anos, não queria escolher profissão nenhuma, para ele, o colégio duraria só mais três anos.
Pois sua vida estava muito boa, tinha uma turma ótima. Na faculdade fez Psicologia por grande influência do seu pai. Seu pai vibrou muito por ele ter escolhido a profissão dele, mas fez psicologia muito dividido. Foi um péssimo aluno, os professores jogavam na sua cara o fato de seu pai ter sido um ótimo aluno e ter se transformado em um ótimo profissional. Aquilo mexia muito com ele. Na faculdade, nunca teve turma, sua sala era formada 80% por mulheres. Na segunda-feira ele chegava louco para comentar os resultados do futebol e não conseguia encontrar pessoas com quem conversar sobre os mesmos interesses. A faculdade foi um peso na sua vida. Não chegou a trabalhar com a Psicologia, mas fez alguns estágios. Na faculdade, já tinha banda e assim se aliviava um pouco. Se formou e poderia ter montado consultório. Só que chegou uma hora em que seu pai viu que a coisa não estava boa e que vivia muito angustiado. Se lembra uma vez em que ele o chamou para conversar e disse: "Se eu fosse você, trataria de pensar essa relação com a música. Eu estou vendo que você corre o risco de nunca resolver essa divisão. E se você chegar desse jeito aos 40 anos não vai se perdoar nunca. E nem eu vou me perdoar".[carece de fontes?]
No dia 13 de setembro de 2001, recebeu a Medalha de Honra da Universidade Federal de Minas Gerais em cerimônia presidida pelo reitor Francisco César de Sá Barreto.

### Carreira
Em 1983, Samuel Rosa e Henrique Portugal começaram a tocar em uma banda de reggae chamada Pouso Alto, junto com os irmãos Dinho (bateria) e Alexandre Mourão (baixo). Em 1991, o Pouso Alto conseguiu um show na casa de concertos Aeroanta, em São Paulo, mas como os irmãos Mourão não estavam em Belo Horizonte, o baixista Lelo Zaneti e o baterista Haroldo Ferretti foram chamados para o show. A banda fez sua estreia em 5 de junho de 1991, e devido á final do Campeonato Paulista no mesmo dia, o público pagante foi de 37 pessoas. Após o show, o grupo mudou seu nome para Skank, inspirado na canção de Bob Marley, "Easy skanking", e começou a tocar regularmente na churrascaria belohorizontina Mister Beef. A proposta musical inicial era uma adaptação do dancehall jamaicano aos ritmos brasileiros. Esse formato de reggae eletrônico era uma natural evolução do tradicional reggae de raiz, popularizado por Peter Tosh, Bob Marley e Jimmy Cliff. O primeiro álbum do grupo, Skank, gravado de forma independente, foi lançado em 1992. Após 1,2 mil cópias das 3 mil iniciais serem vendidas, a Sony Music decidiu assinar contrato com o Skank, e relançou o álbum em abril de 1993. "Levaram o grupo a mais de 120 concertos pelo Brasil, que resultaram na vendagem de 120 mil cópias do álbum de estreia. O segundo álbum, Calango (1994), inaugurou a parceria com o produtor paulista Dudu Marote e vendeu 1 200 000 cópias de cópias.[carece de fontes?]
"Garota Nacional" foi o principal single de O Samba Poconé, álbum de 1996. Chegou a liderar as paradas na Espanha e levou o grupo a digressionar por países como Argentina, Chile, Estados Unidos, França, Alemanha, Itália, Suíça e Portugal. O álbum atingiu a marca de 1 800 000 cópias. A Sony Music, em 1997, lançou a compilação Soundtrack For a Century para comemorar o seu centenário, adicionando "Garota Nacional", a única canção em língua portuguesa. Em 1998 a FIFA incluiu "É Uma Partida de Futebol" no disco oficial da Copa do Mundo. No mesmo ano Samuel Rosa inicia uma série de concertos com o cantor e compositor mineiro Lô Borges. Em Siderado, mostrando amadurecimento e uma aproximação com o rock and roll, o grupo trabalhou com John Shaw (UB40) e Paul Ralphs. O álbum foi lançado em julho de 1998, e mixado em Abbey Road, estúdio londrino consagrado pelos Beatles; Daúde e o grupo instrumental Uakti foram os convidados especiais, e o álbum vendeu 750 mil cópias. Em 1999 a banda participou de Outlandos D'Americas, um tributo de grupos sul americanos ao The Police gravando "Estare Prendido En Tus Dedos", versão da canção "Wrapped Around Your Finger".[carece de fontes?]
Maquinarama, lançado em julho de 2000, teve a produção de Chico Neves e Tom Capone e vendeu 275 mil cópias. Maquinarama é considerado um divisor de águas na carreira do grupo, que já não mais utilizou metais em suas gravações. Em 2000, a banda era uma das atrações do Rock in Rio III que ocorreria no ano seguinte, mas desistiu junto com outros quatro grupos (Raimundos, Jota Quest, Charlie Brown Jr. e Cidade Negra) em protesto contra a exclusão de O Rappa. Em 2001, com a parceria da MTV Brasil, o grupo grava na cidade de Ouro Preto o seu primeiro disco ao vivo. MTV Ao Vivo em Ouro Preto vendeu 600 mil cópias. A única canção inédita deste projeto, "Acima do Sol", liderou as paradas de rádio no país. Nesse mesmo ano, a cantora Simone, grava a canção "Cofre de Seda" no álbum Seda Pura, composta por ele e Rodrigo Leão. No ano seguinte Samuel Rosa participa em "É Proibido Fumar" do Acústico MTV de Roberto Carlos.[carece de fontes?]
Cosmotron, produzido pelo grupo e Tom Capone, foi lançado em julho de 2003 e vendeu 250 mil cópias. Radiola, lançada em outubro de 2004, foi a primeira compilação do Skank. A regravação de "Vamos Fugir" de Gilberto Gil e Liminha foi uma das quatro canções inéditas. Radiola vendeu 200 mil discos.[carece de fontes?]
Em março de 2006 a banda iniciou em Belo Horizonte as gravações de seu nono álbum, Carrossel, o sétimo com canções inéditas. O trabalho recebeu a produção de Chico Neves, produtor que atuou anteriormente em Maquinarama, e Carlos Eduardo Miranda, produtor do Acústico MTV da banda O Rappa. No álbum são apresentadas novas parcerias, Arnaldo Antunes e César Mauricio que, além de ex-integrante do Virna Lisi, foi responsável pelo visual de Siderado. Em outubro de 2006 a banda é o primeiro grupo brasileiro a ter um álbum lançado em formato digital. Um fabricante de telefones celulares, Sony Ericsson, lança um aparelho com o álbum Carrossel completo e o videoclipe de "Uma Canção é Pra Isso". Em abril de 2007, o Skank, também de forma pioneira, recebe o "Celular de Ouro", reconhecido pela ABPD, pela vendagem de 6 mil unidades do produto. Em fevereiro de 2008 o grupo retoma a parceria com Dudu Marote e grava "Beleza Pura", de Caetano Veloso, para a abertura da novela com o mesmo nome. Também em 2008 o grupo entra em estúdio para a gravação de seu novo álbum de inéditas, Estandarte. O lançamento do álbum aconteceu no dia 15 de Setembro de 2008. O álbum foi bem acolhido pelo público, no Hot 100 Brasil o álbum estreou muito bem na #10 posição. Já a canção "Ainda Gosto Dela" que conta com a participação da cantora Negra Li também é um sucesso. A canção foi incluída na nova novela das 6 da Rede Globo: Negócio da China. Passados alguns meses, as canções "Um gesto Qualquer" e "Pára-Raio" são incluídas nas respectivas novelas da Rede Globo: Malhação e Caminho das Índias. O disco Estandarte, segundo a revista Rolling Stone, foi um dos 25 melhores CDs nacionais lançados em 2008 e a canção "Chão" uma das 25 melhores canções.[carece de fontes?]
Em maio de 2013,  o vocalista do Skank foi a Las Vegas gravar uma nova versão da faixa "Saidera" com o guitarrista Carlos Santana, canção do Skank lançada em 1998 no disco Siderado. Depois da gravação, Samuel se apresentou ao lado do músico em um show lançado em DVD. A apresentação, no dia 14 de dezembro, no VGA Arena, em Guadalajara, também marcou o lançamento do álbum Corazon.
Em 2016, é lançado o DVD Samuel Rosa & Lô Borges - ao Vivo No Cine Theatro Brasil, que traz canções do repertório do Skank e de Borges, além de composições inéditas feitas em parceria.
Em 2019, Samuel Rosa anunciou que o Skank faria uma pausa após comemorações de 30 anos da banda em 2020.
Em junho de 2024, o cantor lançou o álbum Rosa. O projeto foi produzido juntamente com a banda que o acompanha na estrada. O single foi a música "Segue o Jogo", de autoria do próprio cantor. Samuel também anunciou a Samuel Rosa Tour 2024, que viria a representar o álbum, e que passaria por cidades de várias cidades do Brasil, como São Paulo, Belo Horizonte e Goiânia.

## Discografia
Skank
Solo
- Suíte Branca (Trilha Sonora Original do Espetáculo do Grupo Corpo) (2015)
- Samuel Rosa & Lô Borges: Ao Vivo no Cine Theatro Brasil (2016)
- Rosa (2024)

## Vida pessoal
É torcedor declarado do Cruzeiro Esporte Clube, assim como seu ex-colega de banda, o tecladista Henrique Portugal. Ambos chegaram a gravar o hino do time para a revista Placar.
É ex-marido de Ângela Castanheira, com quem teve os seus dois filhos, o músico Juliano Rosa e Ana Alvarenga. O filho de Rosa, Juliano, também é músico, líder do grupo Daparte. A banda chegou a abrir shows do Skank, a gravadora do pai, Sony Music, aceitou distribuir o álbum de estreia da banda em 2018, e Samuel participou do primeiro show oficial do conjunto.

Em 2024, nasce Ava, fruto do relacionamento do músico com Laura Sarkovas.